# میلتون (واشینگتن)
میلتون (به انگلیسی: Milton) شهری در شهرستان‌های پیرس، کینگ ایالت واشنگتن است که در سرشماری سال ۲۰۱۰ میلادی، ۶۹۶۸ نفر جمعیت داشته است.